# María Valverde
Pour les articles homonymes, voir María Rodríguez, Valverde et Rodríguez.
María Valverde est une actrice espagnole, née le 24 mars 1987 à Madrid.

## Biographie

### Carrière
Elle a débuté à seize ans, en 2003, sous la direction de Manuel Martín Cuenca, dans le film Sortie de route (La Flaqueza del bolchevique), avec Luis Tosar. Cette même année, elle a obtenu le prix Goya de la meilleure actrice débutante pour son rôle dans ce film.
Depuis, elle a tourné d'autres films tels que Fuera del cuerpo (2004) et Vorvik (2005). Elle interprète ensuite le rôle-titre de Melissa P., un film tiré du roman autobiographique Cent coups de brosse avant d'aller dormir de Melissa Panarello écrit quand elle était adolescente.
María Valverde a obtenu le prix Max Factor du plus beau visage du cinéma espagnol au Festival international du film de Saint-Sébastien en 2005.
En 2014, elle fait son grand retour sur le petit écran espagnol avec Hermanos sur Telecinco.

### Vie personnelle

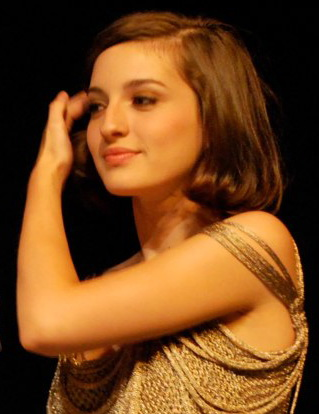
L'actrice à la première de Cracks au TIFF 2009.

De 2009 à 2014, María Valverde a partagé la vie de l'acteur, Mario Casas, avec qui elle a tourné Twilight Love ; 3 mètres au-dessus du ciel (2010), Twilight Love 2 ; J'ai envie de toi (2012) et La Mule (2013).
Depuis 2016, elle partage la vie du chef d'orchestre vénézuélien, Gustavo Dudamel, avec qui elle s'est mariée en février 2017.

## Filmographie

### Actrice

#### Cinéma
- 2003 : Sortie de route (La flaqueza del bolchevique) de Manuel Martín Cuenca : Maria
- 2003 : Cuando nadie nos mira de Pau Atienza (court métrage) : Anna
- 2004 : Fuera del cuerpo de Vicente Peñarrocha : Cuca
- 2004 : Vorvik de José Antonio Vitoria : Sofia
- 2005 : Melissa P. de Luca Guadagnino : Mélissa
- 2005 : Los Borgia d'Antonio Hernández : Lucrèce Borgia
- 2006 : Valable pour une bille (Valido para un baile) de Gabi Beneroso (court métrage)
- 2007 : Ladrones de James J. Wilson : Ladrona
- 2007 : El hombre de arena (es) de José Manuel González : Lola
- 2007 : Les Voleurs de Jaime Marques : Sarah
- 2008 : Les Proies (El rey de la montaña) de Gonzalo López-Gallego : Bea
- 2008 : La Femme de l'anarchiste (The Anarchist's Wife) de Marie Noëlle et Peter Sehr : Manuela
- 2009 : Cracks de Jordan Scott : Fiamma
- 2010 : Madrid, 1987 de David Trueba : Angela
- 2010 : Trois mètres au-dessus du ciel (Tres metros sobre el cielo) de Fernando Gonzalez Molina : Babi (VF : Geneviève Doang)
- 2011 : A puerta fría de Xavi Puebla : Agnès
- 2012 :  Tengo ganas de ti de Fernando Gonzalez Molina : Babi (VF : Geneviève Doang)
- 2013 : La Mule (La mula) de Michael Radford : Conchi
- 2013 : Broken Horses de Vidhu Vinod Chopra
- 2013 : The Libertador d'Alberto Arvelo : Maria Teresa Bolivar
- 2014 : Tu y yo de Kike Maillo (moyen métrage) : Laura
- 2014 : Exodus: Gods and Kings de Ridley Scott : Séphora, la femme de Moïse
- 2014 : A Lonely Sun Story d'Enrique F. Guzman et Juanma Suarez (court métrage) : Linda
- 2015 : Brothers (Broken Horses) de Vidhu Vinod Chopra : Vittoria
- 2015 : Y tu por que viajas ? de Jota Aceytuno (court métrage)
- 2015 : Comment j'ai failli rater mon mariage (Ahora o nunca) de Maria Ripoll : Eva
- 2016 : Ali and Nino d'Asif Kapadia : Nino Kipiani
- 2016 : Gernika de Koldo Serra : Teresa
- 2016 : La Carga d'Alan Jonsson : Elisa
- 2016 : Golem, le tueur de Londres (The Limehouse Golem) de Juan Carlos Medina : Aveline Ortega
- 2017 : Ce qui nous lie de Cédric Klapisch : Alicia
- 2017 : Plonger de Mélanie Laurent : Paz Aguilera
- 2018 : Galveston de Mélanie Laurent : Carmen
- 2019 : La Toile de l'araignée (Araña) d'Andrés Wood : Inés Joven
- 2021 : Toxique (Distancia de rescate) de Claudia Llosa : Amanda
- 2021 : Nous étions des chansons (Fuimos canciones) de Juana Macias : Maca

#### Télévision
- 2012 : La fuga (série télévisée) (12 épisodes) : Anna Serra
- 2014 : Hermanos (série télévisée) (6 épisodes) : Virginie Rodriguez

#### Clip
- 2014 : Ojos colo sol de Calle 13 feat Silvio Rodriguez, réalisé par Kacho Lopez-Mari : la femme
- 2018 : Diabolo menthe de Soko, réalisé par Drake Doremus

### Réalisatrice
- 2025 : El canto de las manos (documentaire)

## Distinctions
- Goya 2004 : meilleure révélation féminine pour Sortie de route
- Festival Screamfest du film d'horreur (en) 2008 : meilleure actrice pour Les Proies